# Jérôme Van Den Hole
 (février 2014).
Si vous disposez d'ouvrages ou d'articles de référence ou si vous connaissez des sites web de qualité traitant du thème abordé ici, merci de compléter l'article en donnant les références utiles à sa vérifiabilité et en les liant à la section « Notes et références ».
Jérôme Van Den Hole est un musicien, chanteur lyrique, auteur-compositeur-interprète et arrangeur né à Paris. 

## Biographie
Après des études au Celsa il étudie le chant lyrique en ténor au Conservatoire du Xeme[Quoi ?] à Paris avec Mireille Alcantara
Il intègre le chœur du Concert d’Astrée dirigé par Emmanuelle Haïm. Parallèlement, pendant ces premières années parisiennes, il participe à toutes les expérimentations musicales qui lui tombent sous la main, exerçant sa voix et sa plume aussi bien en rap avec R.wan qu’en rock, mûrissant son art mélodique et littéraire au contact de musiciens de tous horizons. Une audacieuse percée vers un rock au gros son mais mélodieux et chanté en français avec son groupe Van den Love dont l’album sort chez Mercury en 2007. C'est fort de cet enseignement que Jérôme Van Den Hole entame sa carrière d'auteur-compositeur-interprète en solo, sous son vrai nom. 
En 2008 il écrit la chanson J'aime pas, sur le premier album de Julien Doré, Ersatz. Il se fait connaître aux Francofolies de La Rochelle en 2010, faisant la première partie de Renan Luce. En 2011, il signe son premier album éponyme, Jérôme Van Den Hole, sur le label Virgin d'EMI. Il contient un duo avec la chanteuse Camille sur le titre Debout.
Il est invité en 2011 par Nagui dans l'émission Taratata. La même année, il se produit au Printemps de Bourges et aux Francofolies de La Rochelle. En 2012, il participe à l'émission Chabada sur France 3. Il est nommé au Trophée Paris Match de la Nouvelle scène française  et parraine la seconde édition du Prix Georges Moustaki, à Paris.
De 2011 à 2014 sont diffusés à la radio principalement les titres S'en aller, Boum boum et Debout.
Il sort un second album solo en collaboration avec Tepr en février 2016, intitulé Chansons